# Champigny-lès-Langres
Champigny-lès-Langres è un comune francese di 438 abitanti situato nel dipartimento dell'Alta Marna, nella regione del Grand Est.

## Società

### Evoluzione demografica
Abitanti censiti